# Перепис населення СРСР (1926)

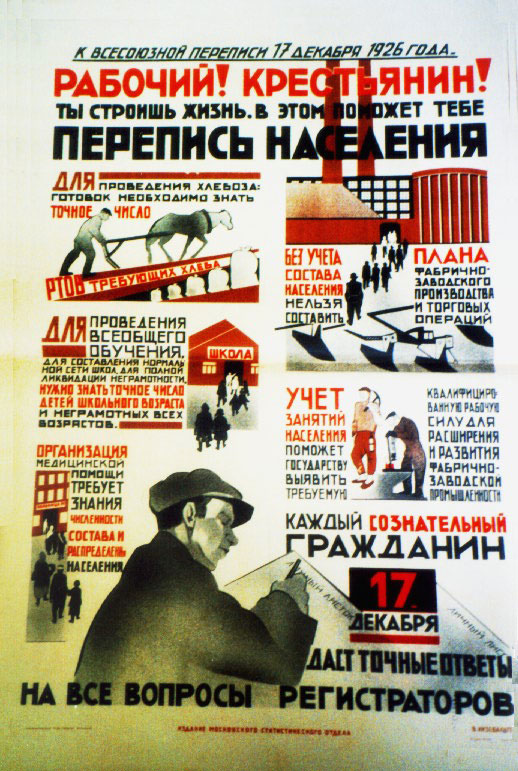
Плакат, що розповідає про перепис

Перепис населення СРСР 1926 року був першим переписом населення, що охопив усіх жителів СРСР. Критичним моментом була північ із 16 на 17 грудня 1926 року. Статистичне спостереження проводилося способом опитування й самореєстрації. Враховувалося наявне населення.
Керували переписом В. Г. Михайлівський та О. А. Квіткін. Програмно-методологічні й організаційні питання перепису були вирішені до 1 вересня 1923 року.
Види формулярів: особистий листок, сімейна карта (лише для міського населення), відомість про володіння. Програма перепису включала 14 ознак: стать, вік, національність, рідна мова, місце народження, тривалість проживання в місці перепису, шлюбний стан, грамотність, фізичні недоліки, психічне здоров'я, становище в зан́ятті та галузь праці, тривалість безробіття й колишнє заняття (тільки для безробітних), джерело засобів існування (лише для тих, хто не має роботи). Крім того, у сімейній карті відзначався склад родини, тривалість шлюбу та умови житла.
Перепис почали проводити 17 грудня. Він тривав два тижні в селах й тиждень у міських поселеннях.
У радянській статистиці перших десятиліть використовувалося складне визначення міських поселень. По-перше, природно, такими вважалися всі адміністративно встановлені міста, причому деякі колишні адміністративні центри минулих років вже до 1926 р. втратили цей статус (переважно він був переглянутий під час проведення міського перепису населення 1923 р.). Однак ще багато поселень розглядалися у переписі 1926 р. міськими, виходячи з наступних критеріїв (обов'язкові усі три):
1) за характером поселення — фабрично-заводські селища, торгово-промислові села, станційні, дачні поселення, містечка;
2) за заняттям населення — н.пункти, в яких не менше половини зайнятого населення займалися
несільськогосподарською працею;
3) за кількістю населення — щонайменше 2 000 мешканців для торгово-промислових сіл і щонайменше 500 чоловік для інших типів, перелічених у першому пункті. Деякі передмістя враховувалися разом із містами, і всі ці випадки відзначалися в виданні підсумків перепису окремо.

## СРСР
- Чисельність міського населення — 26,3 млн осіб (близько 18 %).
- Відсоток грамотних склав 56,6 % серед населення у віці 9-49 років.
- Безробітних — більше 1 млн осіб.

### Склад СРСР
| № | Союзна республіка                                          | Територія  | Населення   | Міське     | Чоловіки   | Великороси | Українці   | Титульна нація |
| - | ---------------------------------------------------------- | ---------- | ----------- | ---------- | ---------- | ---------- | ---------- | -------------- |
| 1 | Російська Радянська Федеративна Соціалістична Республіка   | 19 651 446 | 100 891 244 | 17 442 655 | 48 170 635 | 74 072 096 | 7 873 331  |                |
| 2 | Українська Соціалістична Радянська Республіка              | 451 584    | 29 018 187  | 5 373 553  | 14 094 592 | 2 677 166  | 23 218 860 | 23 218 860     |
| 3 | Білоруська Радянська Соціалістична Республіка              | 126 792    | 4 983 240   | 847 830    | 2 439 801  | 383 806    | 34 681     | 4 017 301      |
| 4 | Закавказька Радянська Федеративна Соціалістична Республіка | 185 191    | 5 861 529   | 1 410 876  | 3 009 046  | 336 178    | 35 423     | 1 797 960      |
| 5 | Узбецька Радянська Соціалістична Республіка                | 311 476    | 5 272 801   | 1 102 218  | 2 797 420  | 246 521    | 25 804     | 3 475 340      |
| 6 | Туркменська Радянська Соціалістична Республіка             | 449 698    | 1 000 914   | 136 982    | 531 858    | 75 357     | 6877       | 719 792        |
|   | Усього́                                                     | 21 176 187 | 147 027 915 | 26 314 114 | 71 043 352 | 77 791 124 | 31 194 976 |                |

Для Закавказької РФСР як титульна нація описані грузини.

### Чисельність населення СРСР за національностями
|                       | СРСР        | Російська Радянська Федеративна Соціалістична Республіка | Українська Соціалістична Радянська Республіка | Білоруська Радянська Соціалістична Республіка | Закавказька Радянська Федеративна Соціалістична Республіка | Узбецька Радянська Соціалістична Республіка | Туркменська Радянська Соціалістична Республіка |
| --------------------- | ----------- | -------------------------------------------------------- | --------------------------------------------- | --------------------------------------------- | ---------------------------------------------------------- | ------------------------------------------- | ---------------------------------------------- |
| Усього́                | 147 027 915 | 100 623 000                                              | 29 018 187                                    | 4 983 240                                     | 5 861 529                                                  | 5 272 801                                   | 1 000 914                                      |
| Великороси            | 77 791 124  | 74 072 000                                               | 2 677 166                                     | 383 806                                       | 336 178                                                    | 246 521                                     | 75 357                                         |
| Українці              | 31 194 976  | 7 873 000                                                | 23 218 860                                    | 34 681                                        | 35 423                                                     | 25 804                                      | 6877                                           |
| Білоруси              | 4 738 923   | 638 000                                                  | 75 842                                        | 4 017 031                                     | 3767                                                       | 3515                                        | 864                                            |
| Грузини               | 1 821 184   | 21 000                                                   | 1265                                          | 52                                            | 1 797 960                                                  | 697                                         | 258                                            |
| Вірмени               | 1 567 568   | 195 000                                                  | 10 631                                        | 99                                            | 1 332 593                                                  | 14 976                                      | 13 859                                         |
| Тюрки (азербайджанці) | 1 706 605   | 28 000                                                   | 56                                            | 0                                             | 1 652 768                                                  | 21 565                                      | 4229                                           |
| Узбеки                | 3 904 622   | 325 000                                                  | 23                                            | 0                                             | 72                                                         | 3 475 340                                   | 104 971                                        |
| Туркмени              | 763 940     | 18 000                                                   | 21                                            | 1                                             | 102                                                        | 25 954                                      | 719 792                                        |
| Казахи                | 3 968 289   | 3 852 000                                                | 98                                            | 18                                            | 61                                                         | 106 980                                     | 9471                                           |
| Киргизи               | 762 736     | 672 000                                                  | 36                                            | 1                                             | 10                                                         | 90 743                                      | 0                                              |
| Татари                | 2 916 536   | 2 846 734                                                | 22 281                                        | 3777                                          | 10 574                                                     | 28 401                                      | 4769                                           |
| Чуваші                | 1 117 419   | 1 114 813                                                | 905                                           | 739                                           | 92                                                         | 315                                         | 555                                            |
| Башкири               | 713 693     | 712 000                                                  | 114                                           | 8                                             | 14                                                         | 765                                         | 426                                            |
| Якути                 | 240 709     | 240 687                                                  | 14                                            | 1                                             | 0                                                          | 3                                           | 4                                              |
| Каракалпаки           | 146 317     | 118 217                                                  | 0                                             | 0                                             | 0                                                          | 26 563                                      | 1537                                           |
| Таджики               | 978 680     | 10 385                                                   | 0                                             | 0                                             | 1                                                          | 967 728                                     | 566                                            |
| Осетини               | 272         | 157 000                                                  | 184                                           | 18                                            | 114 450                                                    | 234                                         | 38                                             |
| Талиші                | 77 323      | 0                                                        | 0                                             | 0                                             | 77 323                                                     | 0                                           | 0                                              |
| Тати                  | 28 705      | 223                                                      | 35                                            | 0                                             | 28 443                                                     | 0                                           | 4                                              |
| Курди                 | 69 184      | 14 701                                                   | 1                                             | 0                                             | 52 173                                                     | 1                                           | 2308                                           |
| Мордва                | 1 340 415   | 1 334 700                                                | 1171                                          | 1051                                          | 1238                                                       | 1805                                        | 491                                            |
| Марійці               | 428 192     | 428 000                                                  | 122                                           | 18                                            | 14                                                         | 19                                          | 18                                             |
| Карели                | 248 120     | 248 030                                                  | 60                                            | 19                                            | 7                                                          | 1                                           | 3                                              |
| Удмурти               | 514 187     | 514 000                                                  | 91                                            | 45                                            | 6                                                          | 19                                          | 8                                              |
| Комі (народ)          | 226 383     | 226 300                                                  | 42                                            | 21                                            | 18                                                         | 5                                           | 5                                              |
| Перм'яки              | 149 488     | 149 400                                                  | 36                                            | 3                                             | 1                                                          | 0                                           | 0                                              |
| Буряти                | 237 501     | 237 000                                                  | 3                                             | 1                                             | 2                                                          | 0                                           | 1                                              |
| Калмики               | 132 114     | 131 757                                                  | 92                                            | 1                                             | 8                                                          | 18                                          | 2                                              |
| Німці                 | 1 238 549   | 806 301                                                  | 393 924                                       | 7075                                          | 25 327                                                     | 4646                                        | 1276                                           |
| Євреї                 | 2 599 973   | 566 917                                                  | 1 574 391                                     | 407 059                                       | 31 175                                                     | 19 611                                      | 1820                                           |
| Поляки                | 782 334     | 197 827                                                  | 476 435                                       | 97 498                                        | 6324                                                       | 3411                                        | 839                                            |
| Греки                 | 213 765     | 50 649                                                   | 104 666                                       | 55                                            | 57 935                                                     | 347                                         | 113                                            |
| Вайнахи               | 392 600     | 390 000                                                  | 51                                            | 7                                             | 84                                                         | 5                                           | 2                                              |
| Молдовани             | 278 903     | 20 525                                                   | 257 794                                       | 63                                            | 316                                                        | 173                                         | 24                                             |
| Болгари               | 111 296     | 18 644                                                   | 92 078                                        | 22                                            | 203                                                        | 321                                         | 28                                             |
| Латиші                | 151 410     | 126 277                                                  | 9131                                          | 14 061                                        | 951                                                        | 737                                         | 232                                            |
| Литовці               | 41 463      | 26 856                                                   | 6795                                          | 6853                                          | 572                                                        | 311                                         | 65                                             |
| Абхази                | 56 957      | 98                                                       | 8                                             | 0                                             | 56 851                                                     | 0                                           | 0                                              |

## Союзні республіки

### РРФСР
Розподіл та структура населення РРФСР за регіонами республіки в 1926 році:
| №  | Район республіки                | Територія  | Населення   | Міське     | Чоловіки   | Росіяни    | Українці  | Титульна нація |
| -- | ------------------------------- | ---------- | ----------- | ---------- | ---------- | ---------- | --------- | -------------- |
| 1  | Північний район                 | 1 102 339  | 2368 440    | 234 338    | 1 110 857  | 2 154 141  | 694       |                |
| 2  | Ленінградсько-Карельський район | 506 890    | 6 659 711   | 2 299 071  | 3 194 100  | 5 930 078  | 15 636    |                |
| 3  | Західний район                  | 98 615     | 4 299 150   | 511 874    | 2 049 446  | 4 020 199  | 134 241   |                |
| 4  | Центрально-Промисловий район    | 422 089    | 19 314 024  | 4 951 352  | 8 930 520  | 18 577 643 | 41 345    |                |
| 5  | Центрально-Чорноземний район    | 188 177    | 10 825 830  | 1 024 762  | 5 133 596  | 9 119 238  | 1 651 853 |                |
| 6  | В'ятський район                 | 161 218    | 346 3197    | 236 066    | 1 602 905  | 2 625 758  | 592       |                |
| 7  | Уральська область               | 1 756 104  | 6 786 339   | 1 407 074  | 3 167 763  | 6 184 456  | 47 651    |                |
| 8  | Башкирська АРСР                 | 151 840    | 2 665 836   | 234 250    | 1 260 337  | 1 064 707  | 76 710    | 625 845        |
| 9  | Середньо-Волзький район         | 339 272    | 10 268 168  | 1 170 712  | 4 808 312  | 6 448 098  | 206 192   |                |
| 10 | Нижньо-Волзький район           | 323 576    | 5 529 516   | 977 164    | 2 629 929  | 4 078 946  | 440 225   |                |
| 11 | Кримська АРСР                   | 25 880     | 713 823     | 330 264    | 349 844    | 301 398    | 77 405    | 179 094        |
| 12 | Північно-Кавказький край        | 293 652    | 8 363 491   | 1 655 124  | 4 026 546  | 3 841 063  | 3 106 852 |                |
| 13 | Дагестанська АРСР               | 54 212     | 788 098     | 85 034     | 383 045    | 98 197     | 4126      | 138 749        |
| 14 | Казахська АРСР                  | 2 979 618  | 6 503 006   | 539 249    | 3 331 097  | 1 279 979  | 860 822   | 3 713 394      |
| 15 | Киргизька АРСР                  | 195 237    | 993 004     | 121 080    | 516 395    | 116 436    | 64 128    | 661 171        |
| 16 | Сибірський край                 | 4 062 889  | 8 687 939   | 1 131 930  | 4 270 494  | 6 767 892  | 827 536   |                |
| 17 | Бурятська АРСР                  | 368 392    | 491 236     | 45 576     | 248 513    | 258 796    | 1982      | 214 957        |
| 18 | Якутська АРСР                   | 4 023 307  | 289 085     | 15 277     | 152 855    | 30 156     | 138       | 235 926        |
| 19 | Далекосхідний край              | 2 598 139  | 1 881 351   | 472 458    | 1 004 081  | 1 174 915  | 315 203   |                |
|    | Усього́                          | 19 651 446 | 100 891 244 | 17 442 655 | 48 170 635 | 74 072 096 | 7 873 331 |                |

Для Дагестанської АРСР як титульна нація наведені аварці.
Регіони Російської РФСР:
- Північний район: Архангельська, Вологодська та Северодвінська губернії, Комі (Зирянська) АТ;
- Ленінградсько-Карельський район: Карельська АРСР, Ленінградська, Мурманська, Новгородська, Псковська, Череповецька губернії;
- Західний район: Брянська та Смоленська губернії;
- Центрально-Промисловий район: Володимирська, Іванівська (Іваново-Вознесенська), Калу́зька, Костромська, Московська, Нижньогородська, Рязанська, Тверська, Ту́льська, Ярославська губернії;
- Центрально-Чорноземний район: Воронезька, Курська, Орловська, Тамбовська губернії;
- Вятський район: Вотська, Марійська АТ, Вятська губернія;
- Уральська область (16 округів);
- Башкирська АРСР (8 канто́нів);
- Середньо-Волзький район: Татарська, Чуваська АРСР, Оренбурзька, Пензенська, Самарська, Ульяновська губернії;
- Нижньо-Волзький район: Німців Поволжя АРСР, Калмицька АТ, Астраханська, Саратовська, Сталінградська губернії;
- Кримська АРСР;
- Північно-Кавказький край (12 округів, 2 автономних міста, 7 автономних областей);
- Дагестанська АРСР;
- Казахська АРСР: Кара-Калкакська АО, Акмолинська, Актюбинська, Джетисуйська, Семипалатинська, Сир-Дар'їнська, Уральська губернії;
- Киргизька АРСР (7 кантонів);
- Сибірський край (19 округів, 1 автономна область, Туруханскій край);
- Бурят-Монгольська АРСР (8 аймака, 2 райони, 1 повіт);
- Якутська АРСР (7 округів);
- Далекосхідний край (9 округів).

### Українська СРР
|                            |  |                                     |  |                                   |  |                      |  |
| Доля українців у населенні |  | Перша за чисельністю національність |  | Українська мова в Українській СРР |  | Мови Української СРР |  |

| № | Статистичні підрайони       | Територія | Населення  | Міське    | Чоловіки   | Росіяни   | Українці   |
| - | --------------------------- | --------- | ---------- | --------- | ---------- | --------- | ---------- |
| 1 | Поліський підрайон          | 54 369    | 2 957 881  | 428 982   | 1 445 195  | 190 332   | 2 392 790  |
| 2 | Правобережний підрайон      | 102 766   | 8 997 757  | 1 450 094 | 4 336 915  | 230 189   | 7 741 945  |
| 3 | Лівобережний підрайон       | 94 961    | 7 066 909  | 1 117 242 | 3 436 426  | 605 768   | 6 204 836  |
| 4 | Степовий підрайон           | 121 351   | 5 568 233  | 1 061 573 | 2 685 413  | 798 073   | 3 674 086  |
| 5 | Дніпропетровський підрайон  | 46 962    | 2 391 155  | 464 017   | 1 154 002  | 213 653   | 1 983 403  |
| 6 | Гірничопромисловий підрайон | 31 175    | 2 036 252  | 851 645   | 1 036 641  | 639 151   | 1 221 800  |
|   | Усього́                      | 451 584   | 29 018 187 | 5 373 553 | 14 094 592 | 2 677 166 | 23 218 860 |

Молдавська АРСР — 572 114, українці — 277 515, молдовани — 172 419, росіяни — 48 868, євреї — 48 564, німці — 10 739, болгари — 6026, поляки — 4853, цигани — 918.
Склад підрайонів за округами:
- Поліський підрайон: Волинська, Глухівська, Конотопська, Ко́ростенська та Чернігівська окру́ги;
- Правобережний підрайон: Білоцерківська, Бердичівська, Вінницька, Кам'янецька, Київська, Могилівська, Проскурівська, Тульчинська, Уманська, Шевченківська, Шепетівська окру́ги;
- Лівобережний підрайон: Ізюмська, Кременчуцька, Ку́п'янська, Лубенська, Ніжинська, Полтавська, Прилуцька, Роме́нська, Сумська, Харківська окру́ги;
- Степовий підрайон: Зинов'евська, Маріупольська, Мелітопольська, Миколаївська, Одеська, Першомайська, Старобільська, Херсонська окру́ги, Молдавська АРСР;
- Дніпропетровський підрайон: Катеринославська, Запорізька, Криворізька окру́ги;
- Гірничопромисловий підрайон: Артемівська, Луганська, Сталінська окру́ги.

### ЗСФСР
- РСР Абхазії — 212 033: грузини — 67 494 (31,74 %), абхази — 55 918 (26,37 %), вірмени — 30 048 (14,17 %), греки — 27 085 (12,77 %), російські — 20 456 (9,65 %), українці — 4647 (2,15 %), євреї — 1084 (0,51 %).
- Нахічевансая АРСР — 105 200: тюрки — 88 700 (84,32 %), вірмени — 10 900 (10,36 %).
- Нагорний Карабах-125 300: вірмени — 111 700 (89,15 %), тюрки — 12 600 (10,06 %).
- Південна Осетія — 87 375: осетини — 60 351 (69,07 %), грузини — 23 538 (26,94 %), євреї — 1739 (1,99 %), вірмени — 1374 (1,57 %), російські — 157 (0,18 %).

| № | Республіки й АО                                            | Територія | Населення | Міське    | Чоловіки  | Росіяни | Українці | Титульна нація      |
| - | ---------------------------------------------------------- | --------- | --------- | --------- | --------- | ------- | -------- | ------------------- |
| 1 | Азербайджанська Радянська Соціалістична Республіка         | 85 968    | 2 314 571 | 649 557   | 1 212 859 | 220 545 | 18 241   | 1 437 977 (тюрки)   |
|   | Нахічеванська Автономна Радянська Соціалістична Республіка |           | 104 909   | 14 702    | 55 686    | 1837    | 92       | 88 700 (тюрки)      |
|   | Нагірно-Карабаська автономна область                       |           | 125 300   | 8293      | 63 131    | 596     | 35       | 111 694 (вірмени)   |
| 2 | Вірменська Радянська Соціалістична Республіка              | 29 964    | 880 464   | 167 098   | 448 674   | 19 548  | 2826     | 743 571 (вірмени)   |
| 3 | Грузинська Радянська Соціалістична Республіка              | 69 259    | 2 666 494 | 594 221   | 1 347 513 | 96 085  | 14 356   | 1 788 186 (грузини) |
|   | СРР Абхазія                                                |           | 201 016   | 32 244    | 104 410   | 12 553  | 4647     | 55 918 (абхази)     |
|   | АРСР Аджарістана                                           |           | 131 957   | 50 378    | 69 610    | 10 190  | 1500     | 70 828 (аджарці)    |
|   | АО Південної Осетії                                        |           | 87 375    | 5818      | 45 535    | 157     | 1        | 60 351 (осетини)    |
|   | Всього                                                     | 185 191   | 5 861 529 | 1 410 876 | 3 009 046 | 336 178 | 35 423   |                     |

### Узбецька РСР
Усе населення Узбецької РСР — 5 267 658 осіб. З них узбеків — 3 475 340, таджиків — 967 728, росіян — 246 521, казахів — 106 980, киргизів — 90 743, уйгурів — 31 941, арабів — 27 977, каракалпаків — 26 563, туркменів — 25 954, українців — 25 804 особи.
Усе населення Таджицької АССР — 827 200 осіб. З них таджиків — 617 125, узбеків — 175 627, киргизів — 11 410, росіян — 5600, туркменів — 4100, арабів — 3300, казахів — 1636, українців — 1100, татар — 1000.

## Найбільші міста
Міста СРСР з населенням понад 100 тис. осіб. Жирним шрифтом виділено столиці союзних республік.
| N  | Місто               | Населення | Чоловіки | Українці | % українців | Росіяни   | Республіка |
| -- | ------------------- | --------- | -------- | -------- | ----------- | --------- | ---------- |
| 1  | Москва              | 2 025 947 | 989 592  | 16 082   | 0,79        | 1 771 690 | РРФСР      |
| 2  | Ленінград           | 1 614 008 | 783 923  | 10 781   | 0,67        | 1 386 872 | РРФСР      |
| 3  | Київ                | 513 637   | 248 612  | 216 528  | 42,16       | 125 514   | УСРР       |
| 4  | Баку                | 453 333   | 233 873  | 7882     | 1,74        | 159 491   | ЗСФРР      |
| 5  | Одеса               | 420 862   | 196 897  | 73 453   | 17,45       | 162 789   | УСРР       |
| 6  | Харків              | 417 342   | 201 789  | 160 138  | 38,37       | 154 448   | УСРР       |
| 7  | Ташкент             | 323 544   | 166 823  | 8313     | 2,57        | 104 737   | УзРСР      |
| 8  | Ростов              | 308 103   | 145 976  | 59 215   | 19,22       | 180 991   | РРФСР      |
| 9  | Тифліс              | 294 044   | 147 349  | 1845     | 0,63        | 45 937    | ЗСФРР      |
| 10 | Дніпропетровськ     | 232 925   | 113 840  | 83 748   | 35,95       | 73 418    | УСРР       |
| 11 | Саратов             | 215 276   | 100 188  | 3267     | 1,52        | 188 162   | РРФСР      |
| 12 | Нижній Новгород     | 185 267   | 90 410   | 1118     | 0,6         | 168 488   | РРФСР      |
| 13 | Казань              | 179 023   | 84 318   | 380      | 0,21        | 126 050   | РРФСР      |
| 14 | Астрахань           | 176 530   | 83 668   | 244      | 0,14        | 138 183   | РРФСР      |
| 15 | Самара              | 175 636   | 83 046   | 1216     | 0,69        | 157 695   | РРФСР      |
| 16 | Краснодар           | 162 520   | 78 815   | 48 559   | 29,88       | 83 424    | РРФСР      |
| 17 | Омськ               | 161 684   | 79 562   | 5581     | 3,45        | 136 251   | РРФСР      |
| 18 | Тула                | 152 677   | 75 879   | 748      | 0,49        | 146 960   | РРФСР      |
| 19 | Сталінград          | 148 369   | 70 171   | 1120     | 0,75        | 137 479   | РРФСР      |
| 20 | Свердловськ         | 136 420   | 65 082   | 493      | 0,36        | 126 526   | РРФСР      |
| 21 | Мінськ              | 131 528   | 65 666   | 1465     | 1,11        | 12 617    | РСРБ       |
| 22 | Оренбург            | 123 283   | 57 202   | 3548     | 2,88        | 98 064    | РРФСР      |
| 23 | Новосибірськ        | 120 128   | 59 516   | 1315     | 1,09        | 109 720   | РРФСР      |
| 24 | Воронеж             | 120 017   | 57 340   | 3407     | 2,84        | 108 286   | РРФСР      |
| 25 | Ярославль           | 114 277   | 55 107   | 453      | 0,4         | 109 828   | РРФСР      |
| 26 | Іваново-Вознесенськ | 111 460   | 52 156   | 235      | 0,21        | 108 925   | РРФСР      |
| 27 | Твер                | 108 413   | 50 913   | 392      | 0,36        | 104 126   | РРФСР      |
| 28 | Владивосток         | 107 980   | 65 939   | 6019     | 5,57        | 65 494    | РРФСР      |
| 29 | Сталіно             | 105 857   | 56 170   | 27 582   | 26,06       | 59 518    | УСРР       |
| 30 | Самарканд           | 105 106   | 55 997   | 2467     | 2,35        | 27 035    | УзРСР      |
| 31 | Миколаїв            | 104 909   | 50 242   | 31 362   | 29,89       | 46 726    | УСРР       |

## Виноски
1. ↑  Переписи 1920 й 1923 років охопили тільки міське населення
2. ↑  У переписному листі обліковувалося постійне та наявне населення у містах та наявне в селах, оскільки передбачався сільськогосподарський перепис, який мав врахувати постійне населення на селі (в особових листках враховувалося лише наявне населення; у містах заповнювалася також сімейна карта, яка давала можливість отримати дані і про постійне населення).
3. ↑  попередні підсумки результатів перепису опубліковані 1927 (4 випуски), короткі остаточні зведення — 1927—1929 (10 вип.: 3, 4, 5, 7, 8, 9, 10, 10 part), повні — 1928—1933–35 (у 56-ти томах, причому томи 47 і 56 — у кількох випусках).